# Drunk (And I Don’t Wanna Go Home)
Drunk (And I Don’t Wanna Go Home) (с англ. — «Пьян и не хочу домой») — песня американских кантри-певиц Эль Кинг и Миранды Ламберт, вышедшая 26 февраля 2021 года.
Песня номинирована на премию Грэмми в категории Лучшее выступление дуэта/группы в стиле кантри на 64-й ежегодной премии Грэмми.
Песня достигла первого места в кантри-чарте Country Airplay в апреле 2022, став первым женским дуэтом на его вершине за почти 30 лет, впервые после хита «Does He Love You» певиц Рибы Макинтайр и Linda Davis  в 1993 году.

## История
Это новое сотрудничество — не первая совместная работа Ламберт и Кинг. Эль Кинг — бывший участник концертного тура Ламберт на гастролях в 2019 году Roadside Bars & Pink Guitars Tour. Тогда же Ламберт записала кавер «Fooled Around And Fell In Love» при участии Кинг и ещё нескольких сопровождавших её в турне участников (Марен Моррис, Эшли Макбрайд, Tenille Townes и Кейли Хэммек), которая выиграла награду «Music Event of the Year» на церемонии 2020 года Academy of Country Music Awards. Кинг и Мартин Джонсон начали сочинять песню примерно в 2013 году.
Миранда Ламберт выложила тизер песни в социальных сетях 23 февраля 2021 года. Песня была записана до пандемии COVID-19 в Нэшвилле и Нью-Йорке. Журнал Rolling Stone описал песню как «эйфорию с неоновыми брызгами и крапинками банджо, которая идеально сочетается с идеей выпустить пар в предрассветные часы».
Кинг и Ламберт впервые исполнили эту песню вживую, когда они открыли 56-ю церемонию вручения награды Академии кантри-музыки 18 апреля 2021 года.

## Отзывы
Композиция была одобрительно встречена музыкальными экспертами и обозревателями: Rolling Stone, Taste Of Country, American Songwriter.

## Награды и номинации
Песня номинирована на премию Грэмми-2022 в категории Лучшее выступление дуэта или группы в стиле кантри на 64-й ежегодной премии Грэмми

## Музыкальное видео
Режиссёры официального видео Alexa Kinigopoulos и Stephen Kinigopoulos.

## Коммерческий успех
7 февраля 2022 года сингл стал 15-м хитом Ламберт (и первый для Кинг) в лучшей десятке топ-10 чарта Country Airplay (где у неё 6 чарттопперов).

## Участники записи
По данным сервиса Tidal.
- Эль Кинг — вокал, автор, бэк-вокал
- Миранда Ламберт — вокал, бэк-вокал
- Мартин Джонсон — автор, продюсирование, акустическая гитара, бэк-вокал, электрогитара, фортепиано, синтезатор
- Брэндон Пэддок — продакшн, бэк-вокал, звукоинженер, перкуссия, программирование, синтезатор
- Эбби Каур — бэк-вокал
- Наоми Кахур — бэк-вокал
- Шон Херли — бас
- Тайлер Кьярелли — добро, электрогитара
- Роб Хамфрис — ударные
- Кайл Мурман — звукоинженер, продакшн, программирование
- Тед Дженсен — мастеринг-инженер
- Джефф Браун — инженер по микшированию

## Чарты
| Чарт (2021—2022)                             | Высшая позиция |
| -------------------------------------------- | -------------- |
| Австралия (Country Hot 50, TMN)              | 11             |
| Канада (Billboard Canadian Hot 100)          | 73             |
| Канада (Billboard Country)                   | 28             |
| Канада (Billboard Hot AC)                    | 48             |
| Мир (Billboard Global 200)                   | 193            |
| США (Billboard Hot 100)                      | 37             |
| США (Billboard Adult Contemporary)           | 30             |
| США (Billboard Adult Pop Airplay)            | 12             |
| США (Billboard Country Airplay)              | 1              |
| США (Billboard Hot Country Songs)            | 6              |
| США (Billboard Hot Rock & Alternative Songs) | 4              |

| Чарт (2021)                                   | Позиция |
| --------------------------------------------- | ------- |
| США (Adult Top 40, Billboard)                 | 34      |
| США (Hot Country Songs, Billboard)            | 12      |
| США (Hot Rock & Alternative Songs, Billboard) | 9       |

## История релиза
| Регион | Дата            | Формат                   | Лейбл | Ссылка |
| ------ | --------------- | ------------------------ | ----- | ------ |
| Мир    | 26 февраля 2021 | Цифровые загрузки        | RCA   | [ 27 ] |
| США    | 8 марта 2021    | Adult contemporary radio | RCA   | [ 28 ] |
| США    | 14 июня 2021    | Country radio            | RCA   | [ 29 ] |